# 독일의 군
독일의 군(독일어: Landkreis), 혹은 크라이스(독일어: Kreis)는 13개의 독일의 주에 속하면서 게마인데(Gemeinde)의 상위에 있는 독일의 행정 구역이다. 독일의 대부분의 주요 도시들은 군에 속해 있지 않는 대신, 군과 자치 단체의 기능을 모두 갖는다. 이 도시들은 독립 도시(독일어: kreisfreie Stadt), 혹은 도시 지구(독일어: Stadtkreis)로 불린다.
독일의 군은 각 주 안에 속하며 게마인데의 상위에 있는 행정 구역으로, 통계지역단위명명법의 3단계에 해당한다.
이전에는 유사한 명칭인 신성 로마 제국의 제국관구(독일어: Reichskreis)가 행정 조직을 뜻했다. 크라이스와 비슷한 단어로 '란데스코미사리아트'(독일어: Landeskommissariat)가 있었는데, 이것은 19세기까지 일부 독일 영토에서 군과 유사한 행정 구역을 가리키는 데에 사용되었다.

## 유형
독일 영토의 대부분은 '지역군'(Landkreis, 농촌 지역)에 속하며, 2017년 기준으로 294개가 존재한다. 주민이 10만 명 이상인 도시(와 일부 주들의 작은 마을까지)들은 일반적으로 지역군에 속하지 않지만 독립 도시의 개념으로 구역 책임을 자체적으로 맡는다. 이들은 '군급시'(Kreisfreie Stadt, 도시 지역)으로 불리며, 총 107개가 존재한다. 이렇게 합쳐 독일에서 군은 401개이다. 2016년, 대략 2,600만 명의 사람들이 107개의 군급시에서 살고 있다.
노르트라인베스트팔렌주에는 군급시가 아닌 인구 10만 명 이상의 도시가 있다. 이러한 도시들에는 레클링하우젠, 귀터슬로, 지겐, 파더보른, 베르기슈글라트바흐, 노이스, 뫼르스 등이 있다. 이들은 군급시가 아니고 큰 지역군의 일부임에도 불구하고, 많은 지역적 책임을 떠맡고 있다. 독일에서 중규모 도시들은 특히 지역 시민들에게 공통 서비스를 제공하기 위해 지역 특정 행정 기능을 활용할 수 있다. 일반적으로 '중간 규모'의 도시들 분류하는 것은 도시의 등록 인구를 기준으로 하지만, 주마다 다르다.
특별한 유형의 지역군에는 3개의 특별한 종류의 지방자치단체(Kommunalverbände besonderer Art)가 있으며, 이는 지역군에 속하지 않는 도시와 인접한 농촌 지역이 융합된 것이다. 이 지방자치단체에는 1974년부터 2007년까지의 자르브뤼켄 도시협회(Regionalverband Saarbrücken), 2001년 이후의 하노버 지역, 2009년 이후의 아헨 지역(Städteregion Aachen)이 있다. 자르뷔르켄은 법률에서 유사한 조항을 명시하기로 결정하지 않았다.

## 책임
연방법과 주법에 따라 일반적으로 독일의 군은 다음과 같은 업무를 담당한다:
- 지역 대중교통 계획 (대부분의 주에서).
- 둘 이상의 지방자치단체의 지역을 포괄하는 기타 건물 계획.
- 국립공원 관리.
- 사회 복지.
- 청소년 봉지.
- 병원의 건축과 유지.
- 공립 중학교 건립과 유지.
- 가정용 쓰레기 수집과 처리.
- 자동차 등록.
- 군의 최고 경영자이자 대표 '란드라트'(Landrat), 혹은 '란드레틴'(Landrätin)을 선출.

독일의 군은 각 지역의 법률에 따라 다음과 같은 추가 업무를 수행할 수 있다:
- 문화재정지원.
- 보행자 구역과 자전거 도로 건설.
- 학교 교류 재정 지원.
- 공공도서관의 건립과 유지.
- 경제 활성화.
- 관광 장려.
- 국립 민중고등학교(Volkshochschule) 운영.

이러한 모든 업무는 함께 운영되는 지방(자치단체) 당국에 의해 수행된다. 군에는 이러한 책임들이 있으며 게마인데의 책임도 있다.

## 같이 보기
- 독일의 행정 구역
- 독일의 주
- 독일의 군 목록

### 내용주

독일의 행정 구역 체계.

독일의 군의 지도. 노란색이 도시 지역이고, 흰 색이 지방을 나타낸다.

1. ↑  'Landkreis'라는 단어는 노르트라인베스트팔렌주와 슐레스비히홀슈타인주를 제외한 독일 전역에서 독일의 군을 뜻하는 공식 용어로 쓰인다.
2. ↑  'Kreis'라는 단어는 노르트라인베스트팔렌주와 슐레스비히홀슈타인주에서 독일의 군을 뜻하는 공식 용어로 쓰인다.
3. ↑  3개의 도시주를 제외한 나머지 모두.
4. ↑  '자치 단체'를 뜻한다.
5. ↑  'kreisfreie Stadt'라는 단어는 바덴뷔르템베르크주를 제외한 독일 전역에서 이 도시들을 뜻하는 공식 용어로 쓰인다.
6. ↑  'Stadtkreis'라는 단어는 바덴뷔르템베르크주에서 이 도시들을 뜻하는 공식 용어로 쓰인다.
7. ↑  독일의 군과 현을 혼동해서는 안 된다. 독일에서 현은 주에 속하며 군의 상위 행정 구역이지만, 현재는 노르트라인베스트팔렌주, 바이에른주, 바덴뷔르템베르크주, 해센주 등의 4개 주만이 현을 활용하고 있다.
8. ↑  107개의 군급시에는 베를린과 함부르크의 도시주에 속한 것과, 도시주 브레멘에 속한 두 개가 포함된다.

### 참조주
1. ↑  “Country Compendium, A companion to the English Style Guide” (PDF). European Commission Directorate-General for Translation (EC DGT). February 2017. 50–51쪽.
2. ↑  “Kreisfreie Städte und Landkreise nach Fläche und Bevölkerung auf Grundlage des ZENSUS 2011 und Bevölkerungsdichte - Gebietsstand: 31.12.2015” (XLS) (독일어). Statistisches Bundesamt Deutschland. July 2017. 2017년 8월 9일에 확인함.